# 9749 Van den Eijnde
9749 Van den Eijnde (1989 GC1) là một tiểu hành tinh vành đai chính được phát hiện ngày 3 tháng 4 năm 1989 bởi E. W. Elst ở Đài thiên văn Nam Âu.